# Акрон (Колорадо)
Акрон (англ. Akron) — місто (англ. town) в США, в окрузі Вашингтон штату Колорадо. Населення — 1757 осіб (2020).

## Географія
Акрон розташований за координатами 40°9′52″ пн. ш. 103°13′14″ зх. д. / 40.16444° пн. ш. 103.22056° зх. д. (40.164381, -103.220689).  За даними Бюро перепису населення США в 2010 році місто мало площу 6,81 км², уся площа — суходіл.

### Клімат
| Клімат : Акрон                     | Клімат : Акрон | Клімат : Акрон | Клімат : Акрон | Клімат : Акрон | Клімат : Акрон | Клімат : Акрон | Клімат : Акрон | Клімат : Акрон | Клімат : Акрон | Клімат : Акрон | Клімат : Акрон | Клімат : Акрон | Клімат : Акрон |
| Показник                           | Січ.           | Лют.           | Бер.           | Квіт.          | Трав.          | Черв.          | Лип.           | Серп.          | Вер.           | Жовт.          | Лист.          | Груд.          | Рік            |
| Абсолютний максимум, °C            | 23,3           | 25,0           | 29,4           | 32,8           | 36,1           | 40,6           | 41,7           | 42,8           | 37,8           | 32,8           | 30,6           | 26,7           | 42,8           |
| Середній максимум, °C              | 3,4            | 6,6            | 10,9           | 15,8           | 21,1           | 27,7           | 31,5           | 30,4           | 25,6           | 18,7           | 9,6            | 4,7            | 17,2           |
| Середній мінімум, °C               | −11,2          | −8,3           | −4,6           | −0,2           | 5,4            | 10,6           | 13,7           | 12,8           | 7,6            | 0,8            | −5,7           | −10,2          | 0,9            |
| Абсолютний мінімум, °C             | −33,3          | −33,9          | −29,4          | −19,4          | −7,2           | −2,2           | 3,3            | 3,9            | −8,3           | −15,6          | −23,9          | −31,7          | −33,9          |
| Норма опадів, мм                   | 8              | 9              | 26             | 40             | 80             | 59             | 74             | 51             | 23             | 23             | 18             | 10             | 421            |
| ---------------------------------- | -------------- | -------------- | -------------- | -------------- | -------------- | -------------- | -------------- | -------------- | -------------- | -------------- | -------------- | -------------- | -------------- |
| Джерело: NOAA (normals, 1971–2000) |                |                |                |                |                |                |                |                |                |                |                |                |                |

## Демографія
Згідно з переписом 2010 року, у місті мешкали 1702 особи в 707 домогосподарствах у складі 409 родин. Густота населення становила 250 осіб/км².  Було 842 помешкання (124/км²).
Расовий склад населення:
| - 96,1 % — білих - 1,5 % — чорних або афроамериканців - 0,2 % — азіатів - 0,1 % — корінних американців |

До двох чи більше рас належало 1,3 %. Частка іспаномовних становила 9,6 % від усіх жителів.
За віковим діапазоном населення розподілялося таким чином: 20,9 % — особи молодші 18 років, 57,5 % — особи у віці 18—64 років, 21,6 % — особи у віці 65 років та старші. Медіана віку мешканця становила 44,0 року. На 100 осіб жіночої статі у місті припадало 103,1 чоловіків;  на 100 жінок у віці від 18 років та старших — 104,1 чоловіків також старших 18 років.
Середній дохід на одне домашнє господарство  становив 51 477 доларів США (медіана — 40 972), а середній дохід на одну сім'ю — 60 890 доларів (медіана — 47 841). Медіана доходів становила 36 420 доларів для чоловіків та 30 268 доларів для жінок. За межею бідності перебувало 12,6 % осіб, у тому числі 9,5 % дітей у віці до 18 років та 12,6 % осіб у віці 65 років та старших.
Цивільне працевлаштоване населення становило 806 осіб. Основні галузі зайнятості: освіта, охорона здоров'я та соціальна допомога — 26,7 %, будівництво — 10,3 %, роздрібна торгівля — 9,4 %, публічна адміністрація — 8,9 %.